# Sáferkút megállóhely
Sáferkút megállóhely egy Nógrád vármegyei vasúti megállóhely Drégelypalánk községben, a MÁV üzemeltetésében. A település déli külterületei között helyezkedik el, közúti elérését csak önkormányzati, illetve erdei utak biztosítják.

## Vasútvonalak
A megállóhelyet az alábbi vasútvonalak érintik:
- Vác–Balassagyarmat-vasútvonal

## Kapcsolódó állomások
A megállóhelyhez az alábbi állomások vannak a legközelebb:
- Drégelyvár megállóhely (Vác–Balassagyarmat-vasútvonal)
- Drégely megállóhely (Vác–Balassagyarmat-vasútvonal)

## Forgalom
Sáferkúton csak március közepe és október vége között állnak meg a vonatok.
| Járat | Útvonal | Gyakoriság        |
| ----- | --- | ----------------- |
| S750  | Vác – Kisvác – Fenyveshegy – Magyarkút-Verőce – Magyarkút – Szokolya – Berkenye – Nógrád – Diósjenő – Borsosberény – Nagyoroszi – Drégelyvár – Sáferkút – Drégely – Drégelypalánk – Ipolyvece – Dejtár – Ipolyszög – Balassagyarmat | Nyáron napi 4 pár |